# ミュージックトレイン
ミュージックトレインは、2004年4月4日から2006年4月2日まで、文化放送で放送された音楽番組。TOKYO FMが放送した同名番組やアール・エフ・ラジオ日本が放送した「KEIKYUミュージックトレイン」は無関係である。

## 概要
スポーツライターの小林信也が文化放送アナウンサーの野中直子とともに、フォークソング関連の音楽家をゲストに迎えるトーク番組である。

## 番組内容
2002年4月7日に番組名「フォークトレイン」で放送を開始し、2004年4月から「ミュージックトレイン」となりフォークソングに限らず多彩な音楽を扱い、各界の著名人をゲストに迎える。日本ハムがスポンサーとして提供しており、STVラジオの宮永真幸アナウンサーがファイターズの情報を伝えてスペシャルウィークの週はファイターズの選手や日本ハムの関係者がゲスト出演する。
「千田正穂のありがとう!」が後継番組となる。